# Big Ten Conference 2020 (pallavolo)
La Big Ten Conference 2020 si è svolta dal 22 gennaio al 3 aprile 2021, a causa del rinvio del torneo dovuto alla pandemia di COVID-19 negli Stati Uniti d'America: al torneo hanno partecipato 14 squadre universitarie statunitensi e la vittoria finale è andata per la settima volta, la seconda consecutiva, alla Wisconsin.

## Regolamento
È prevista una stagione regolare che vede le quattordici formazioni impegnate disputare un totale di venti incontri ciascuna; parallelamente vengono disputati anche degli incontri extra-conference contro formazioni appartenenti ad altre conference o non affiliate ad alcuna di esse, dando vita a due classifiche separate, una relativa alla Big Ten Conference ed una totale.
- La squadra vincitrice della Big Ten Conference si qualifica automaticamente al torneo NCAA, occupando uno dei 32 posti che spettano di diritto alle squadre vincitrici delle rispettive conference;
- Le altre squadre concorrono alla qualificazione al torneo NCAA attraverso la classifica totale, che assegna i restanti 32 posti alle migliori squadre, sulla base del rapporto tra vittorie e sconfitte, che non abbiano ottenuto la qualificazione automatica.

A seguito del diffondersi della pandemia di COVID-19 negli Stati Uniti d'America, data l'impossibilità di disputare il torneo nell'autunno 2020, la competizione si è svolta nella primavera 2021: le squadre partecipanti hanno sfidato solo le altre squadre appartenenti alla propria conference e dalla classifica totale sono stati assegnati solo altri 16 posti al torneo di NCAA Division I, disputatosi con 48 squadre invece delle abituali 64; nel rispetto del protocollo anti-COVID, numerosi incontri sono stati cancellati senza la possibilità di recuperarli in seguito.

## Squadre partecipanti
| Club           | Nickname        | Stagione | Città          | Impianto                  | Stagione precedente                                        |
| -------------- | --------------- | -------- | -------------- | ------------------------- | ---------------------------------------------------------- |
| Illinois       | Fighing Illini  | Dettagli | Urbana         | Huff Hall                 | 7ª in Big Ten Conference; Primo turno in NCAA Division I   |
| Indiana        | Hoosiers        | Dettagli | Bloomington    | The University Gymnasium  | 13ª in Big Ten Conference                                  |
| Iowa           | Hawkeyes        | Dettagli | Iowa City      | Carver-Hawkeye Arena      | 12ª in Big Ten Conference                                  |
| Maryland       | Terrapins       | Dettagli | College Park   | Xfinity Center            | 10ª in Big Ten Conference                                  |
| Michigan       | Wolverines      | Dettagli | Ann Arbor      | Cliff Keen Arena          | 6ª in Big Ten Conference; Secondo turno in NCAA Division I |
| Michigan State | Spartans        | Dettagli | East Lansing   | Jenison Field House       | 9ª in Big Ten Conference                                   |
| Minnesota      | Golden Gophers  | Dettagli | Minneapolis    | Sports Pavilion           | 2ª in Big Ten Conference; Semifinali in NCAA Division I    |
| Nebraska       | Cornhuskers     | Dettagli | Lincoln        | Bob Devaney Sports Center | 2ª in Big Ten Conference; Elite Eight in NCAA Division I   |
| Northwestern   | Wildcats        | Dettagli | Evanston       | Welsh-Ryan Arena          | 10ª in Big Ten Conference                                  |
| Ohio State     | Buckeyes        | Dettagli | Columbus       | St. John Arena            | 8ª in Big Ten Conference                                   |
| Penn State     | Nittany Lions   | Dettagli | State College  | Rec Hall                  | 2ª in Big Ten Conference; Elite Eight in NCAA Division I   |
| Purdue         | Boilermakers    | Dettagli | West Lafayette | Holloway Gymnasium        | 5ª in Big Ten Conference; Sweet Sixteen in NCAA Division I |
| Rutgers        | Scarlet Knights | Dettagli | New Brunswick  | College Avenue Gymnasium  | 14ª in Big Ten Conference                                  |
| Wisconsin      | Badgers         | Dettagli | Madison        | Wisconsin Field House     | Vincitrice Big Ten Conference; Finale in NCAA Division I   |

## Campionato

### Regular season

#### Classifica
| Pos. | Squadra        | Conference | Conference | Conference | Conference | Overall | Overall | Overall | Overall |
| Pos. | Squadra        | Pt         | G          | V          | P          | Pt      | G       | V       | P       |
| ---- | -------------- | ---------- | ---------- | ---------- | ---------- | ------- | ------- | ------- | ------- |
| 1.   | Wisconsin      | 1.000      | 15         | 15         | 0          | 1.000   | 15      | 15      | 0       |
| 2.   | Minnesota      | .882       | 17         | 15         | 2          | .882    | 17      | 15      | 2       |
| 3.   | Nebraska       | .875       | 16         | 14         | 2          | .875    | 16      | 14      | 2       |
| 4.   | Ohio State     | .833       | 18         | 15         | 3          | .833    | 18      | 15      | 3       |
| 5.   | Purdue         | .700       | 20         | 14         | 6          | .700    | 20      | 14      | 6       |
| 6.   | Penn State     | .643       | 14         | 9          | 5          | .643    | 14      | 9       | 5       |
| 7.   | Illinois       | .389       | 18         | 7          | 11         | .389    | 18      | 7       | 11      |
| 8.   | Northwestern   | .357       | 14         | 5          | 9          | .357    | 14      | 5       | 9       |
| 9.   | Michigan       | .308       | 13         | 4          | 9          | .308    | 13      | 4       | 9       |
| 10.  | Rutgers        | .300       | 20         | 6          | 14         | .300    | 20      | 6       | 14      |
| 11.  | Indiana        | .250       | 20         | 5          | 15         | .250    | 20      | 5       | 15      |
| 11.  | Maryland       | .250       | 20         | 5          | 15         | .250    | 20      | 5       | 15      |
| 13.  | Iowa           | .200       | 20         | 4          | 16         | .200    | 20      | 4       | 16      |
| 13.  | Michigan State | .200       | 15         | 3          | 12         | .200    | 15      | 3       | 12      |

      In NCAA Division I come vincitrice di Conference
      In NCAA Division I attraverso la classifica totale

## Premi individuali
| Premio                       | Giocatrice             | Squadra      |
| ---------------------------- | ---------------------- | ------------ |
| Player of the Year           | Stephanie Samedy       | Minnesota    |
| Freshman of the Year         | Emily Londot           | Ohio State   |
| Setter of the Year           | Sydney Hilley          | Wisconsin    |
| Defensive player of the Year | Jena Otec              | Purdue       |
| Coach of the Year            | Jennifer Flynn         | Ohio State   |
| All-Big Ten First Team       | Taylor Kuper           | Illinois     |
| All-Big Ten First Team       | Courtney Buzzerio      | Iowa         |
| All-Big Ten First Team       | Erika Pritchard        | Maryland     |
| All-Big Ten First Team       | Taylor Landfair        | Minnesota    |
| All-Big Ten First Team       | Regan Pittman          | Minnesota    |
| All-Big Ten First Team       | Stephanie Samedy       | Minnesota    |
| All-Big Ten First Team       | Nicklin Hames          | Nebraska     |
| All-Big Ten First Team       | Lauren Stivrins        | Nebraska     |
| All-Big Ten First Team       | Alexis Sun             | Nebraska     |
| All-Big Ten First Team       | Temitayo Thomas-Ailara | Northwestern |
| All-Big Ten First Team       | Emily Londot           | Ohio State   |
| All-Big Ten First Team       | Machaela Podraza       | Ohio State   |
| All-Big Ten First Team       | Kaitlyn Hord           | Penn State   |
| All-Big Ten First Team       | Hayley Bush            | Purdue       |
| All-Big Ten First Team       | Grace Cleveland        | Purdue       |
| All-Big Ten First Team       | Caitlyn Newton         | Purdue       |
| All-Big Ten First Team       | Jena Otec              | Purdue       |
| All-Big Ten First Team       | Inna Balyko            | Rutgers      |
| All-Big Ten First Team       | Sydney Hilley          | Wisconsin    |
| All-Big Ten First Team       | Grace Loberg           | Wisconsin    |
| All-Big Ten First Team       | Dana Rettke            | Wisconsin    |
| All-Big Ten First Team       | Devyn Robinson         | Wisconsin    |
| All-Big Ten Second Team      | Megan Cooney           | Illinois     |
| All-Big Ten Second Team      | Adanna Rollins         | Minnesota    |
| All-Big Ten Second Team      | Vanja Bukilić          | Ohio State   |
| All-Big Ten Second Team      | Kylie Murr             | Ohio State   |
| All-Big Ten Second Team      | Rylee Rader            | Ohio State   |
| All-Big Ten Second Team      | Gabrielle Blossom      | Penn State   |
| All-Big Ten Second Team      | Jonni Parker           | Penn State   |
| All-Big Ten Second Team      | Lauren Barnes          | Wisconsin    |
| All-Big Ten Second Team      | Molly Haggerty         | Wisconsin    |
| All-Big Ten Second Team      | Danielle Hart          | Wisconsin    |
| All-Big Ten Freshman Team    | Jessica Mruzik         | Michigan     |
| All-Big Ten Freshman Team    | Taylor Landfair        | Minnesota    |
| All-Big Ten Freshman Team    | Melani Shaffmaster     | Minnesota    |
| All-Big Ten Freshman Team    | Emily Londot           | Ohio State   |
| All-Big Ten Freshman Team    | Rylee Rader            | Ohio State   |
| All-Big Ten Freshman Team    | Taylor Trammell        | Purdue       |
| All-Big Ten Freshman Team    | Devyn Robinson         | Wisconsin    |

## Classifica finale
| Pos | Squadra        | Qualificazione       |
| --- | -------------- | -------------------- |
| 1   | Wisconsin      | NCAA Division I 2020 |
| 2   | Minnesota      | NCAA Division I 2020 |
| 3   | Nebraska       | NCAA Division I 2020 |
| 4   | Ohio State     | NCAA Division I 2020 |
| 5   | Purdue         | NCAA Division I 2020 |
| 6   | Penn State     | NCAA Division I 2020 |
| 7   | Illinois       |                      |
| 8   | Northwestern   |                      |
| 9   | Michigan       |                      |
| 10  | Rutgers        |                      |
| 11  | Indiana        |                      |
| 11  | Maryland       |                      |
| 13  | Iowa           |                      |
| 13  | Michigan State |                      |